# 李珊
李 珊（り さん、簡体中国語: 李珊、ラテン文字転写: Li Shan、1980年5月21日 - ）は、中華人民共和国の元バレーボール選手。元中国代表。

## 来歴
- クラブチーム

北京市出身。1996年、天津渤海銀行へ入団。チームの中心選手として中国スーパーリーグでは優勝9回、準優勝1回の成績を残した。特に2006/07～2010/11シーズンにかけては5連覇を達成した。2005年のアジアクラブ選手権では金メダルを獲得し、MVPとベストスコアラー賞を受賞した。2008年のアジアクラブ選手権で金メダルを獲得し、MVPに選ばれた。2012/13シーズンはチームマネージャーを兼任しながら在籍し、同シーズンの中国スーパーリーグ優勝をもって現役を引退した。その後も天津渤海銀行のチームマネージャーとしてチームをサポートしている。
- 代表チーム

1999年、シニア代表に初選出。同年のワールドカップに出場した。2000年、シドニー五輪に出場した。2001年、グラチャンで金メダルを獲得した。2002年、世界選手権に出場した。同年の釜山アジア競技大会で金メダルを獲得した。2003年、ワールドグランプリとワールドカップに出場し金メダルを獲得した。2004年、アテネ五輪に出場し金メダルを獲得した。2006年、世界選手権に出場した。

## 球歴
- オリンピック - 2000年、2004年
- 世界選手権 - 2002年、2006年
- ワールドカップ - 1999年、2003年
- グラチャン - 2001年
- アジア選手権 - 2001年、2003年
- ワールドグランプリ - 1999年、2000年、2001年、2002年、2003年、2004年、2006年

## 受賞歴
- 2000年　1999/00中国スーパーリーグ　ベストスコアラー賞
- 2004年　2003/04中国スーパーリーグ　ベストブロッカー賞
- 2005年　アジアクラブ選手権　MVP、ベストスコアラー賞
- 2006年　2005/06中国スーパーリーグ　ベストレシーバー賞
- 2008年　アジアクラブ選手権　MVP

## 所属クラブ
- 天津渤海銀行（1996-2013年）